# Цзі Юнь
Цзі Юнь (*紀昀, 26 липня 1724 —14 березня 1805) — китайський прозаїк, поет та державний діяч часів династії Цін.

## Життєпис
Походив з чиновницької родини. Народився у м. Сіань (провінція Хебей). Син Цзі Жунсу, міністра та відомого вченого. Здобув класичну освіту. У 1747 році успішно склав провінційний іспит, посівши перше місце. У 1754 році склав імператорський іспит, посів перше місце та отримав вищу вчену ступінь цзіньши. Того ж року зараховується до академії Ханлінь. Незабаром увійшов до найближчого кола радників імператора Цяньлуна.
У 1768 році кар'єра Цзі Юня зазнала невдачі: його було звинувачено у хабарництві за те, що він попередив свого родича стосовно розслідування проти нього. Цзі було заслано до м. Діхуа (сучасне м. Урумчі, Сіньцзян). У 1770 році за рекомендації впливового сановника Лю Тонсюна імператор довірив Цзі Юну написання урочистої поеми, а у 1771 році Цяньлун наказав Цзі Юню повернутися до Пекіну, де він повертає собі місце в академії Ханлінь.
У 1773 році призначається головним редактором збірки китайської літератури Сику цюаньшу. Над цим він працював до 1782 року. Водночас стає вчителем спадкоємця трону. Після цього протягом 1782—1796 років обіймав посади цензора, помічника міністра обрядів, очолював імператорську канцелярію.
За нового імператора Юн'яня у 1796 року призначається міністром оборони, а наступного року отримує посаду міністра кадрів. На цій посаді він залишався до 1805 року, коли помер від хвороби. За кілька днів до смерті вступив на посаду помічника першого міністра.

## Творчість
Був відомий як талановитий поет. Під час заслання в Діхуа склав 160 віршів, які увійшли в окрему збірку. В них описане повсякденне життя у провінції Сіньцзян. У 1771 році за наказом імператора Цяньлуна створив поему щодо повернення торговців—монголів з берегів Волги. Виступав він як упорядник і видавець поетичних антологій.
Йому належить низка філологічних досліджень, передмов до чужих праць.

### «Нотатки з хатини Велике в малому»
Цзі Юнь є автором великого зібрання з 5 збірок «Нотатки з хатини Велике в малому» 閱微草堂筆記. Збірники виходили з 1789 по 1798 рік, увесь твір цілком вийшов у 1800 році. Розповіді, що входять до збірок, належать до роду прози малих форм («біцзі»).
Цзі Юнь прагнув надати характер достовірності та фактографічності не тільки нотаткам, а й тим фабульним творам, в основі яких лежав авторська вигадка. Для цього він називав імена оповідачів, посилався на свідків події, вказуючи його дату і місце дії. З самого неймовірного випадку він робив конкретний повчальний висновок, адресований читачеві — сучаснику.
Новим у порівнянні з попередниками було прагнення Цзі Юня створити цілісну картину дійсності за допомогою наочних прикладів. Вперше в збірниках біцзи за розрізненими нотатками — спостереженнями і окремими роздумами присутній єдиний «спостерігач», який виносить оцінки тому, що він бачив або про що йому розповідали. Багато оповідань пов'язані з народними віруваннями. Проте фантастика підпорядкована дидактичним цілям. У надприродних сил є своя «логіка поведінки» — вони діють не «зі зла», а цілеспрямовано, караючи поганих людей і нагороджуючи добрих.
Незважаючи на велику кількість негативних персонажів, Цзі Юнь в цілому оптимістично оцінює можливості людської природи, на цьому будується сам тип «виховного» оповідання.